# NGC 1781
NGC 1781 est une vaste galaxie lenticulaire située dans la constellation du Lièvre. NGC 1781 a été découverte par l'astronome germano-britannique William Herschel en 1785. Cette galaxie a aussi été observée par l'astronome américain Ormond Stone le 11 décembre 1885 et elle a été ajoutée plus tard au catalogue NGC sous la désignation NGC 1794.

## Caractéristiques
Sa vitesse par rapport au fond diffus cosmologique est de 4 998 ± 29 km/s, ce qui correspond à une distance de Hubble de 73,7 ± 5,2 Mpc (∼240 millions d'al).